# Pyrrosia angustissima
Pyrrosia angustissima är en stensöteväxtart som först beskrevs av Karl Giesenhagen och Friedrich Ludwig Diels och som fick sitt nu gällande namn av Motozi Tagawa och Kunio Iwatsuki.
Pyrrosia angustissima ingår i släktet Pyrrosia och familjen Polypodiaceae. Inga underarter finns listade i Catalogue of Life.